# 太田敏郎
太田 敏郎（おおた としろう、1927年5月20日 - 2020年1月15日）は、日本の実業家。ノーリツ創業者で、同社代表取締役社長や、神戸商工会議所副会頭などを務めた。

## 人物・経歴
兵庫県姫路市出身。1945年海軍兵学校卒業。同期に平松一朗（元京浜急行電鉄社長）、小林公平（元阪急電鉄社長）、志村文一郎（元電気化学工業社長）等。
タイル職人植松清次の風呂を事業化するため、1950年に神戸市で能率風呂商会を設立したが連鎖倒産の憂き目に合う。
1951年能率風呂工業（現ノーリツ）設立、同社取締役就任。ガス給湯器の開発で成功し、プロパンガスの普及もあり家庭への浴室普及が促進されるという大きな社会的影響を与えた。
1964年に取締役会で代表取締役社長を解任される。1966年常務取締役。1968年自身の解任を主導した後任社長を解任し、専務取締役に就くとともに、子飼いの役員を代わりの社長に据える。業績好調の最中、1980年に取締役副社長を経て代表取締役社長に復帰。1994年神戸商工会議所副会頭。1995年代表取締役会長。2004年名誉会長。
2020年1月15日10時58分、肺炎のため、神戸市東灘区の病院で死去。92歳没。

## 著書
- 『お風呂は人を幸せにする：わが心の自叙伝』神戸新聞総合出版センター 2008年